# Qattara-sænkningen
Qattara-sænkningen (arabisk: منخفض القطارة) 'Munkhafad al-Qattarah') er en ørkensænkning i den Libyske Ørken i det nordvestlige Egypten. Sænkningen er så dyb som 133 meter under havets overflade og rummer det næstlaveste punkt i Afrika (næst efter Asal søen i Djibouti). Sænkningen har et areal på 18.000 km², den er op til 280 km lang og op til 140 km bred. Bunden af sænkningen består af en saltslette. Sænkningen er skabt ved erosion, hvorefter vinden har fjernet jorden helt ned til vandspejlet.

## Qattara-sænkningen
Inden for sænkningen er der saltsumpe nedenfor de nordlige og nordvestlige skrænter og udstrakte, udtørrede søbunde, som med mellemrum bliver oversvømmet. Den største oase i sænkningen, Moghra oasen, er ubeboet, og har en 4 km² stor sø med brakvand og tagrør. Saltsumpe findes også, og de fylder ca. 300 km², men de er nogle steder truet af flyvesand. 26% af området består af udtørret søbund, der har en hård overflade og derunder klistret mudder og med mellemrum fyldes af vand.
Lunde af Acacia raddiana udgør den eneste permanente vegetation, og den gror i lave sandede lavninger. Akacielundene varierer meget i biodiversitet og er afhængige af vand fra nedbør eller grundvand for at overleve.
Sænkningen er en vigtig habitat for geparden, som i størst tal findes mod nord og vest, herunder de særdeles afsidesliggende, vilde oaser Ein EI Qattara og Ein EI Ghazzalat, foruden adskillige akacielunde i og udenfor sænkningen.
Gazeller (Gazella dorcas og Gazella leptoceros) finder man også i Qattara-sænkningen, hvor de udgør en vigtig fødekilde for geparderne. Den største bestand af gazeller lever i den sydvestlige del af Qattara sænkningen i et stort vådområde med blødt sand. Området er på 900 km² og omfatter de vilde oaser Hatiyat Tabaghbagh og Hatiyat Umm Kitabain. Det er en mosaik af søer, saltsumpe, krat, vilde palmelunde og græsland.
Af andre almindeligt forekommende dyr kan nævnes harer (Lepus capensis), egyptiske sjakaler (Canis aureus hupstar), sandræve (Vulpes rueppelli) og mere sjældent ørkenræve (Vulpes zerda).
Mankefår (Ammotragus lervia) var engang almindelige, men er nu få i antal. Uddøde arter fra området omfatter sabeloryx (Oryx dammah), addax (Addax nasomaculatus) og koanantilope (Alcelaphus buselaphus).
Der er ingen faste bosættelser i Qattara-sænkningen, men sænkningen bebos af nomadiske beduiner og deres dyr. Moghra-oasen er vigtig i tider med vandmangel og i tørketiden.

## 2. Verdenskrig
Under 2. verdenskrig var Qattara-sænkningen en vigtig geografisk lokalitet, som blev anset for at være umulig at passere for hovedparten af de militære køretøjer, ikke mindst kampvogne. Dens tilstedeværelse formede slaget om el-Alamein. Det, som gjorde sænkningen umulig at passere, var saltsøerne, de høje klipper og skrænter og fech fech, meget finkornet sand. Klipperne afgrænsede kanten af slagmarken ved el-Alamein mod syd, hvilket betød, at den britiske stilling ikke kunne omgås.
Filmen Ice-Cold in Alex fra 1958 omhandler sænkningen under 2. verdenskrig.

## Hydroelektriske muligheder
Området består af sandklitter og saltsøer i en dråbeformet formation med toppen af dråben mod øst og det brede, dybe område mod sydvest. Qattara-sænkningens store areal og det faktum, at den falder til et niveau 132 meter under havet, har ført til en række forslag om at bygge et stort vandkraftværk i det nordlige Egypten. Forslagene går ud på, at der skal bygges en stor kanal eller tunnel fra Qattara og 80 km direkte nordpå til Middelhavet. Vandet skulle flyde gennem en række turbiner og frigives 90 meter under havoverfladen. Da Qattara er et meget varmt område med meget få skyer ville vandet spredes ud over sænkningen, indtil det fordampede på grund af solstrålingen. Fordi sænkningen er så bred og dyb, kunne der ledes en masse vand ind for at holde den kunstige saltsø på 90 meter under havoverfladen, og i takt med at vandet fordamper, kan der ledes mere vand ind og genereres mere elektricitet.